# Districte de Nyanza
El districte de Nyanza és un akarere (districte) de la província del Sud, a Ruanda. La seva capital és Nyanza, que també és la capital provincial. Nyanza és una paraula bantu que significa llac, que potser fa referència al gran llac que hi ha a l'est de la ciutat de Nyanza.

## Geografia i turisme
El districte es troba entre Gitarama i Butare, a cavall de la carretera principal de Kigali a Bujumbura. Conté la Laiterie de Nyabasindu, una de les majors productores de llet i iogurt de Ruanda. El palau del mwami (rei tradicional) de Ruanda està situat a la ciutat de Nyanza.

## Sectors
El districte de Nyanza està dividit en 10 sectors (imirenge): Busasamana, Busoro, Cyabakamyi, Kibirizi, Kigoma, Mukingo, Muyira, Ntyazo, Nyagisozi i Rwabicuma.